# Kodeks 064
Kodeks 064 (Gregory-Aland no. 064) – grecki kodeks uncjalny Nowego Testamentu, paleograficznie datowany na VI wiek. Kodeks stanowiony jest przez 2 pergaminowe karty (28 na 21 cm), z tekstem Mt 27,7-30. Tekst pisany jest w dwóch kolumnach na stronę, 25 linijek w kolumnie.
Obecnie przechowywany jest w Ukraińskiej Bibliotece Narodowej (Petrov 17).
Pierwotnie był częścią tego samego rękopisu co:
- kodeks 074 – 10 kart, zawiera Mt 25; 26; 28 (fragmenty) (Sinai Harris 10);
- kodeks 090 – 4 karty, zawiera Mt 26,59-70; 27,44-56; Mk 1,34–2,12 (Rosyjska Biblioteka Narodowa Gr. 276, Petersburg); jest palimpsestem, tekst górny pisany zawiera syryjskie teksty liturgiczne[1].

Grecki tekst kodeksu przekazuje Tekst bizantyński. Kurt Aland zaklasyfikował go do kategorii V.